# دوستان (فیلم ۱۹۸۸)
دوستان (انگلیسی: Friends) فیلمی در ژانر درام است که در سال ۱۹۸۸ منتشر شد. از بازیگران آن می‌توان به دنیس کریستوفر، استلان اسکاشگورد، لنا اولین، هاینس هوپف و کریگ ریچارد نلسون اشاره کرد.